# Beta vulgaris subsp. vulgaris var. altissima
La remolacha azucarera (Beta vulgaris vulgaris var. altissima) es una variación de la remolacha común (Beta vulgaris) de donde se obtiene azúcar de forma industrial. Existen otras variedades como la acelga, la remolacha hortícola y la remolacha forrajera. La raíz de la remolacha azucarera se ha ido seleccionando durante años para conseguir un mayor porcentaje de azúcar en su composición y una mayor capacidad agrícola.
La Unión Europea, los Estados Unidos, y Rusia son los tres principales productores de remolacha azucarera del mundo, pero solamente la Unión Europea y Ucrania son exportadores significativos de azúcar de remolacha.

## Cultivo
| Principales productores de remolacha azucarera - 2018 (millones de toneladas) | Principales productores de remolacha azucarera - 2018 (millones de toneladas) |
| ----------------------------------------------------------------------------- | ----------------------------------------------------------------------------- |
| Rusia                                                                         | 42,0                                                                          |
| Francia                                                                       | 39,5                                                                          |
| Estados Unidos                                                                | 33,8                                                                          |
| Alemania                                                                      | 26,9                                                                          |
| Turquía                                                                       | 18,9                                                                          |
| Polonia                                                                       | 14,3                                                                          |
| Ucrania                                                                       | 13,9                                                                          |
| China                                                                         | 13,9                                                                          |
| Egipto                                                                        | 11,2                                                                          |
| Reino Unido                                                                   | 7,6                                                                           |
| Total mundial                                                                 | 274,8                                                                         |
| Fuente: UN Food & Agriculture Organisation (FAO)                              |                                                                               |

La remolacha azucarera es una planta bienal muy resistente al frío que puede crecer en climas templados. Durante el primer año forma una gran raíz (de uno a dos kilogramos) con entre un 15 % y 20 % de sacarosa. El segundo año florece, pero se cosecha antes de que esto ocurra, ya que hace que la raíz decrezca.
En la mayoría de los climas templados se planta en primavera. Con 100 días de crecimiento es suficiente para la producción comercial de la remolacha azucarera. Su semilla es pequeña, conteniendo un kilogramo hasta 100 000 semillas.
Actualmente, la siembra mecánica, los herbicidas y la recolección mecanizada hacen que la mano de obra empleada se haya reducido drásticamente y ha aumentado su productividad.
Para la recolección mecanizada, unas segadoras talan la corona de la planta y posteriormente levantan las raíces de la tierra, eliminando los excesos de esta y las depositan en un camión para su posterior transporte.

## Procesado

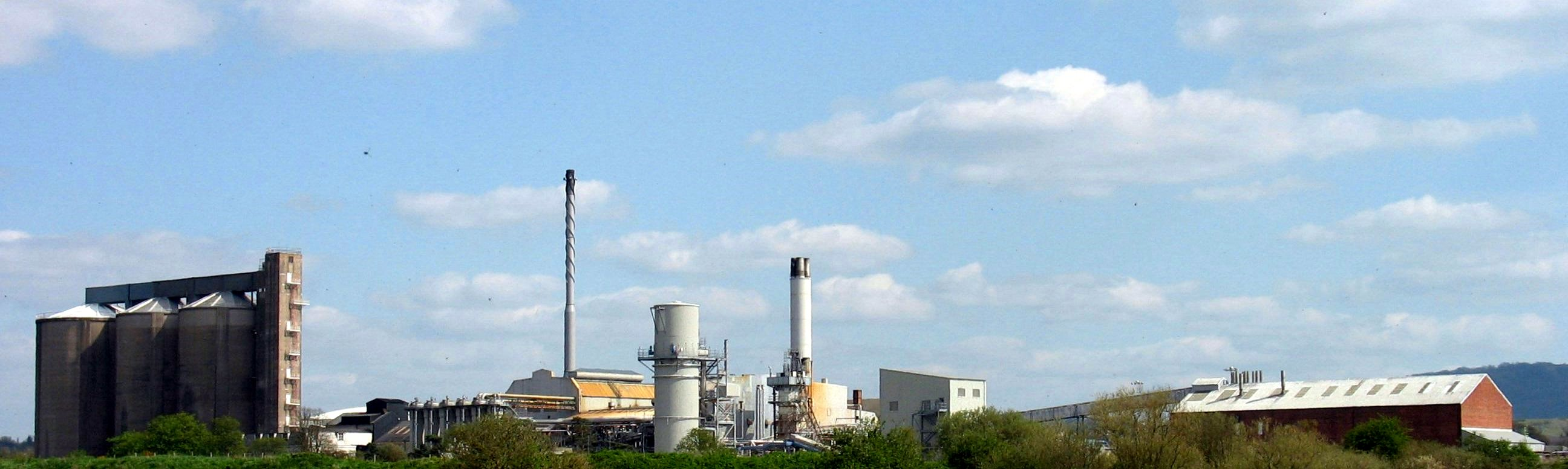
Una refinería de azúcar en Shropshire, Inglaterra.

La primera fase es la recepción en la fábrica azucarera. Cada lote de remolachas se pesa y se determina la tara compuesta por tierra, los trozos de corona restantes (que contiene poco azúcar), el contenido de azúcar (por polarimetría) y el contenido de nitrógeno. Después la remolacha se lava.
La remolacha se corta en tiras y pasa por un difusor para extraerle el azúcar con agua caliente.
La carbonatación es un sistema para extraer las impurezas del azúcar antes de que cristalice, se hace con una disolución de hidróxido de calcio. Este tratamiento hace precipitar las impurezas y convierte los azúcares simples como la glucosa y fructosa en ácidos carboxílicos más estables. 
Después se hace burbujear dióxido de carbono en la solución azucarada, precipitando el carbonato de calcio. Posteriormente, se le modifica el pH y es sulfatizado.
El azúcar se concentra por evaporación múltiple obteniéndose un jarabe al 60 % de sacarosa. A este jarabe se le añaden cristalizadores, formándose el azúcar que conocemos.

## Otros usos
Las melazas sirven para alimentar animales de granja. No se usan para consumo humano debido a su sabor amargo.
Algunos tipos de ron se obtienen de la remolacha, especialmente en Chequia. También en Chequia y Alemania se hace vodka con ella.
El jarabe de remolacha se usa como salsa azucarada, especialmente en Alemania, en sándwich y para endulzar salsas, pastas y postres.
La betaína se puede obtener de los subproductos de la fabricación del azúcar.
La uridina que se obtiene del azúcar de remolacha junto con omega 3 se usa para tratar la depresión nerviosa.
Como un biocombustible produciendo biobutanol.